# Joaquim Busquets Gruart
Joaquim Busquets i Gruart (Sabadell, 7 de gener de 1930 - 30 de desembre de 2011) fou un pintor català.
Va formar-se a l'Escola Industrial d’Arts i Oficis de Sabadell en comptabilitat i impressió gràfica. S'inicià en la formació artística sota la tutela de Manuel Rallo, dissenyant la seva primera col·lecció d'estampes religioses per a la impremta el 1946. Fa la seva primera exposició el 1978 a la Pinacoteca de Sabadell i al llarg dels anys següents va fer diverses exposicions tant a Sabadell com a Barcelona. Durant la dècada dels noranta, va decorar el presbiteri de l'església romànica de Perafita, que va perdre la decoració original degut a l'esclat de la Guerra Civil Espanyola, la capella del Santíssim de l'església de Matadepera i l'església parroquial de Sant Feliu de Sabadell. A principis del segle XXI, inicià el projecte artístic Abecedari dels estils de la pintura moderna i contemporània, format per vint-i-sis obres de diversos estils diferents. Aquest fet va provocar la creació de la Fundació Privada Joaquim Busquets el març de 2003, on s'ubicà l'obra.